# Łukasz Sekulski
Łukasz Sekulski (Płock, 3 novembre 1990) è un calciatore polacco, attaccante del Wisła Płock.

## Carriera

### Club
Ha giocato nella massima serie dei campionati polacco e russo.